# Henny Ardesch
Henny Ardesch (Enschede, 29 ottobre 1943 – Enschede, 26 novembre 2019) è stato un calciatore olandese, di ruolo portiere.

## Carriera
Inizia la carriera nell'Enschede, club che nel 1965 si unirà all'Enschedese Boys per dare origine al Twente.
Nella sua stagione d'esordio, la 1965-1966, Ardesch con il neonato Twente ottiene l'undicesimo posto finale.
L'anno seguente passa all'ADO Den Haag, con cui ottiene il quarto posto.
Nell'estate 1967, con l'ADO Den Haag nelle vesti del San Francisco Golden Gate Gales, disputa l'unica edizione del campionato dell'United Soccer Association, lega calcistica nordamericana che poteva fregiarsi del titolo di campionato di Prima Divisione su riconoscimento della FIFA, nel 1967: quell'edizione della Lega fu disputata utilizzando squadre europee e sudamericane in rappresentanza di quelle della USA, che non avevano avuto tempo di riorganizzarsi dopo la scissione che aveva dato vita al campionato concorrente della National Professional Soccer League. I Golden Gate Gales non superarono le qualificazioni per i play-off, chiudendo la stagione al secondo posto della Western Division.
Nella stagione 1967-1968 Ardesch con il suo club ottiene il quarto posto finale e la vittoria della Coppa d'Olanda 1967-1968 ai danni dell'Ajax.
Nella stagione 1968-1969 raggiunge il sesto posto in campionato e gli ottavi di finale della Coppa delle Coppe 1968-1969.
Dopo un altro sesto posto nell'Eredivisie 1969-1970, la stagione seguente è chiusa al terzo posto finale.
Nella stagione 1971-1972 Ardesch con i suoi ottiene il quinto posto in campionato ed il raggiungimento della finale della KNVB beker 1971-1972, persa contro l'Ajax.
Nell'ultima stagione con i capitolini ottiene il quinto posto.
Nell'Eredivisie 1973-1974 Ardesch torna al Twente, con cui si piazza al secondo posto finale, a due punti dai campioni del Feyenoord Rotterdam.
La stagione 1974-1975 è chiusa al quarto posto finale. Con i suoi Ardesch raggiunge la finale della KNVB beker 1974-1975, perdendola con il suo vecchio club, l'ADO Den Haag. Sempre nella stessa stagione raggiunge la finale della Coppa UEFA 1974-1975, perdendola contro i tedeschi del Borussia Mönchengladbach.
Nella stagione 1975-1976 passa ai Go Ahead Eagles, con cui ottiene il tredicesimo posto.
Nell'ultima stagione prima del ritiro dall'attività agonistica, la 1976-1977, Ardesch passa al VVV-Venlo con cui ottenne un altro tredicesimo posto.

## Palmarès
- Coppa dei Paesi Bassi: 1

ADO Den Haag: 1967-1968